# Centrobasket Femenino 2021
El XXII Centrobasket Femenino de 2021 se llevó a cabo en la ciudad de San Salvador en El Salvador del 24 al 28 de marzo de 2021 en el Gimnasio Nacional José Adolfo Pineda.

## Equipos participantes
- Costa Rica
- El Salvador
- Islas Vírgenes
- Puerto Rico
- República Dominicana

- Cuba estaba en esta lista, pero varias jugadoras dieron positivo a covid y por reglamentación de su país estuvieron en cuarentena y no lograron salir.[2]

## Resultados
El sistema de competencia fue de Todos Contra Todos y los mejores cuatro equipos se clasificaron al AmeriCup femenina FIBA de 2021  que se realizó en la ciudad de San Juan, Puerto Rico, del 11 al 19 de junio.

#### Grupo A
| # | Equipo               | PJ | G | P | PE  | PP  | Dif | Pts |
| - | -------------------- | -- | - | - | --- | --- | --- | --- |
| 1 | Puerto Rico          | 4  | 4 | 0 | 326 | 231 | 95  | 8   |
| 2 | Islas Vírgenes       | 4  | 3 | 1 | 311 | 268 | 43  | 7   |
| 3 | República Dominicana | 4  | 2 | 2 | 316 | 301 | 15  | 6   |
| 4 | El Salvador          | 4  | 1 | 3 | 243 | 316 | -73 | 5   |
| 5 | Costa Rica           | 4  | 0 | 4 | 232 | 312 | -80 | 4   |

Todos los horarios corresponden al huso horario local (UTC–6).
| 24 de marzo | Puerto Rico                                                                   | 73–69                                 | Islas Vírgenes                                                                  | San Salvador                                   |  |
| 16:00       | Parciales: 21-19, 12-20, 17-13, 23-17                                         | Parciales: 21-19, 12-20, 17-13, 23-17 | Parciales: 21-19, 12-20, 17-13, 23-17                                           |                                                |  |
|             | Estadísticas Pamela Rosado (18) Sabrina Lozada-Cabbage (10) Pamela Rosado (8) | Reporte Pts Reb Asts                  | Estadísticas (30) Anisha Briana George (15) Anisha Briana George (9) Imani Tate | Pabellón: Gimnasio Nacional José Adolfo Pineda |  |

| 24 de marzo | Costa Rica                                                                                                   | 79–84                                 | El Salvador                                                                                                | San Salvador                                   |  |
| 19:00       | Parciales: 15-24, 22-21, 16-21, 26-18                                                                        | Parciales: 15-24, 22-21, 16-21, 26-18 | Parciales: 15-24, 22-21, 16-21, 26-18                                                                      |                                                |  |
|             | Estadísticas Silvia Betancourt Flores (29) Daniela Quesada Villalobos (8) María Gabriela Alvarado Ibáñez (6) | Reporte Pts Reb Asts                  | Estadísticas (22) Aida Elizabeth Funes González (11) Kimberly Villalobos (5) Aida Elizabeth Funes González | Pabellón: Gimnasio Nacional José Adolfo Pineda |  |

| 25 de marzo | Islas Vírgenes                                                                    | 81–51                               | Costa Rica                                                                                               | San Salvador                                   |  |
| 16:00       | Parciales: 18-20, 26-9, 14-6, 23-16                                               | Parciales: 18-20, 26-9, 14-6, 23-16 | Parciales: 18-20, 26-9, 14-6, 23-16                                                                      |                                                |  |
|             | Estadísticas Taylor Dominique Jones (25) Anisha Briana George (12) Imani Tate (7) | Reporte Pts Reb Asts                | Estadísticas (12) Natalia Gálvez Morales (6) Silvia Betancourt Flores (3) María Gabriela Alvarado Ibáñez | Pabellón: Gimnasio Nacional José Adolfo Pineda |  |

| 25 de marzo | República Dominicana                                                                     | 90–99                                 | Puerto Rico                                                                          | San Salvador                                   |  |
| 19:00       | Parciales: 17-25, 23-21, 24-24, 26-29                                                    | Parciales: 17-25, 23-21, 24-24, 26-29 | Parciales: 17-25, 23-21, 24-24, 26-29                                                |                                                |  |
|             | Estadísticas Elemy Caridad Colomé (25) Sugeiry Monsac (10) Y. Morton, G. Evangelista (5) | Reporte Pts Reb Asts                  | Estadísticas (25) Jada Shanice Stinson (6) Sabrina Lozada-Cabbage (11) Pamela Rosado | Pabellón: Gimnasio Nacional José Adolfo Pineda |  |

| 26 de marzo | República Dominicana                                                         | 76–81                                 | Islas Vírgenes                                               | San Salvador                                   |  |
| 16:00       | Parciales: 29-23, 17-19, 20-22, 10-17                                        | Parciales: 29-23, 17-19, 20-22, 10-17 | Parciales: 29-23, 17-19, 20-22, 10-17                        |                                                |  |
|             | Estadísticas Elemy Caridad Colomé (17) Ángela Jiménez (6) Yohanna Morton (5) | Reporte Pts Reb Asts                  | Estadísticas (20) Imani Tate (14) Imani Tate (12) Imani Tate | Pabellón: Gimnasio Nacional José Adolfo Pineda |  |

| 26 de marzo | El Salvador                                                                                               | 33–75                             | Puerto Rico                                                                               | San Salvador                                   |  |
| 19:00       | Parciales: 9-14, 10-24, 6-28, 8-9                                                                         | Parciales: 9-14, 10-24, 6-28, 8-9 | Parciales: 9-14, 10-24, 6-28, 8-9                                                         |                                                |  |
|             | Estadísticas Katherine Marielos Cubias Ramos (10) Kimberly Villalobos (8) María Eugenia Méndez Gálvez (3) | Reporte Pts Reb Asts              | Estadísticas (14) Jada Shanice Stinson (10) Arielle Tiana González Varner (2) 4 jugadoras | Pabellón: Gimnasio Nacional José Adolfo Pineda |  |

| 27 de marzo | Costa Rica                                                                                        | 39–79                               | Puerto Rico                                                                     | San Salvador                                   |  |
| 16:00       | Parciales: 17-23, 9-23, 11-20, 2-13                                                               | Parciales: 17-23, 9-23, 11-20, 2-13 | Parciales: 17-23, 9-23, 11-20, 2-13                                             |                                                |  |
|             | Estadísticas Diana Quesada Villalobos (10) S. Jiménez, A. Mora (6) S. Jiménez, M. G. Alvarado (2) | Reporte Pts Reb Asts                | Estadísticas (17) Isalys Quiñones (10) Isalys Quiñones (4) Jada Shanice Stinson | Pabellón: Gimnasio Nacional José Adolfo Pineda |  |

| 27 de marzo | República Dominicana                                                          | 82–58                                 | El Salvador                                                                                             | San Salvador                                   |  |
| 19:00       | Parciales: 19-13, 21-13, 21-14, 21-18                                         | Parciales: 19-13, 21-13, 21-14, 21-18 | Parciales: 19-13, 21-13, 21-14, 21-18                                                                   |                                                |  |
|             | Estadísticas Yohanna Morton (15) Yamile Rodríguez (9) Génesis Evangelista (4) | Reporte Pts Reb Asts                  | Estadísticas (16) Aida Elizabeth Funes González (14) Kimberly Villalobos (3) A. E. Funes, K. Villalobos | Pabellón: Gimnasio Nacional José Adolfo Pineda |  |

| 28 de marzo | Costa Rica                                                                            | 63–68                                 | República Dominicana                                                              | San Salvador                                   |  |
| 16:00       | Parciales: 12-20, 15-19, 16-16, 20-13                                                 | Parciales: 12-20, 15-19, 16-16, 20-13 | Parciales: 12-20, 15-19, 16-16, 20-13                                             |                                                |  |
|             | Estadísticas Natalia Gálvez Morales (17) Ariana Mora (8) Silvia Betancourt Flores (6) | Reporte Pts Reb Asts                  | Estadísticas (22) Yohanna Morton (8) Génesis Evangelista (3) Elemy Caridad Colomé | Pabellón: Gimnasio Nacional José Adolfo Pineda |  |

| 28 de marzo | El Salvador                                                                                           | 68–80                                 | Islas Vírgenes                                                                  | San Salvador                                   |  |
| 19:00       | Parciales: 23-23, 10-21, 22-20, 13-16                                                                 | Parciales: 23-23, 10-21, 22-20, 13-16 | Parciales: 23-23, 10-21, 22-20, 13-16                                           |                                                |  |
|             | Estadísticas Emily Michelle Tévez Morán (25) Kimberly Villalobos (12) María Eugenia Méndez Gálvez (4) | Reporte Pts Reb Asts                  | Estadísticas (22) Anisha Briana George (14) Anisha Briana George (8) Imani Tate | Pabellón: Gimnasio Nacional José Adolfo Pineda |  |

|                                 |
| Bandera de Puerto Rico          |
| Campeón Puerto Rico 3.er título |

### Premios
| Categoría                  | Ganadora |
| -------------------------- | --- |
| Jugadora Más Valiosa (MVP) | Pamela Rosado Román Oly                                                                                       |
| Cuadro Ideal               | Pamela Rosado Román Oly Jada Shanice Stinson Imani Ty Leah Tate Anisha Briana George Yohanna Morton Gautreaux |

## Posiciones finales
| Pos.              | Equipo                         |
| ----------------- | ------------------------------ |
| Medalla de oro    | Puerto Rico                    |
| Medalla de plata  | Islas Vírgenes Estadounidenses |
| Medalla de bronce | República Dominicana           |
| 4                 | El Salvador                    |
| 5                 | Costa Rica                     |

## Clasificados alAmeriCup Femenino 2021[3]
| Bandera de El Salvador | Bandera de Islas Vírgenes de los Estados Unidos | Bandera de Puerto Rico | Bandera de la República Dominicana |
| El Salvador            | Islas Vírgenes                                  | Puerto Rico            | República Dominicana               |
| ---------------------- | ----------------------------------------------- | ---------------------- | ---------------------------------- |